# Жуау V (Португалия)
Жуау V Великодушния (порт. D. João V, o Magnânimo; 22 октомври 1689, дворец Ribeira, Лисабон, Португалия – 31 юли 1750, дворец Ribeira, Лисабон, Португалия) – крал на Португалия от рода Браганса от 1706 година, 11-и херцог Браганса, внук на Жуау IV Възстановител, син на Педру II и Мария София Нойбургска.
Покровителства наука и изкуството. През 1720 година основава Академия по история на Португалия. При неговия двор се намира бразилският изобретател Бартоломео Лоуренсо де Гусман, личен секретар на краля, и италианския композитор Доменико Скарлати. В това време се усилва властта на инквизицията. Жертва на нея става и известния поет и драматург Антонио Жозе де Силва екзекутиран на 19 октомври 1739 година, според една версия затова, че в комедията „Амфитрион“ намеква за любовните похождения на краля.

## Семейство
Женен на 27 октомври 1727 г. за Мария-Анна Австрийска (1683 – 1754), трета дъщеря на императора на Свещената Римска империя Леополд I, от брака се раждат шест деца:
- Мария Барбара (1711 – 1758) – съпруга на краля на Испания Фернандо VI
- Педру (1712 – 1714)
- Жозе I (1714 – 1777) – женен за Мариана Виктория Испанска
- Карлос (1716 – 1730)
- Педру III (1717 – 1786) – крал на Португалия на основание женитба с родната си племенница, Мария I кралица на Португалия
- Александър (1723 – 1728)